# WLF W.A.R.S.
WLF W.A.R.S. — китайська та міжнародна спортивна організація, що влаштовує та проводить бої змішаного стилю і греплінгу.
Завдяки досить широкому інтернаціональному розмаху (проти бійців з Піднебесної часто виступають представники України, Японії, Бразилії, Грузії, Росії, (Північний Кавказ та Якутія) Філіппін, Узбекистану, Киргизстану, Таджикистану, Пакистану, Ірану, Австралії, Нової Зеландії і країн Африки) ця організація є передовою в Китаї.

## Історія
Промоушен існує з 2013 року, місцем локації стало Дубаї. На ранніх етапах фактично був місцем розкрути китайської ММА-бійця Цзін Тан що є ветераном Китаю в цьому виді спорту. В карді були лише її бої. Першим з них і в історії турніру став поєдинок проти українки з Івано-Франківська Людмили Пилипчак.
Турніри проводилися рідко - перші 5 влізли в проміжок трьох років, потім китайці спромоглися привабити широкий ростер - як наслідок наступні 15 пройшли в проміжку півтори року. Хоча організація не набрала очікуваного обороту, в Китаї вона стоїть поруч з Kunlun Fight.

## Особливості
На початку турніру дівчата виконують танець потім виходить ведучий. Музика для атмосфери під час роз'яснення правил і між раундами є незмінною.

## Для українців
Китай можна вважати головним іноземним плацдармом для українських спортсменів що не виступають в Росії. Особливо це стосується бійців з Івано-Франківської області. Найвідоміші з них - Тарас Сапа, Тарас Грицьків, Іван Вульчин та Василь Янко. З інших областей - Андрій Лєжньов, Євген Однорог та Олександр Лунга.

## Див. Також
Змішані єдиноборства в Азії